# Doratonotus megalepis
 Doratonotus megalepis és una espècie de peix de la família dels làbrids i de l'ordre dels perciformes.

## Morfologia
Els mascles poden assolir els 9,4 cm de longitud total.

## Distribució geogràfica
Es troba des de Bermuda i el sud de Florida (Estats Units) fins al Brasil. També a São Tomé.